# Entitat pública empresarial
Una entitat pública empresarial (EPE) és un tipus de Organisme públic pertanyent a l'Administració General de l'Estat d'Espanya, que té personalitat jurídica pública diferenciada, patrimoni propi, així com autonomia de gestió.
Imitant el seu règim jurídic, existeixen també entitats públiques empresarials autonòmiques i locals.
Les EPEs apareixen definides en la secció 3a de el Capítol segon, del Títol II, de la Llei 40/2015, d'1 d'octubre, de Règim Jurídic del Sector Públic (que va derogar la LOFAGE (Llei 6/1997 d'Organització i Funcionament de l'Administració General de l'Estat), que els atribueix la realització de activitats prestacionals, la gestió de serveis o la producció de béns d'interès públic susceptibles de contraprestació.
Les entitats públiques empresarials són el resultat d'un procés de descentralització funcional de determinades activitats públiques que anteriorment eren realitzades de forma centralitzada per l'Administració territorial corresponent (en aquest cas, l'Administració General de l'Estat). No obstant això, estan vinculades a aquesta Administració i depenen d'un Ministeri o Organisme autònom. L'òrgan al que es trobin adscrites s'ocupés de l'adreça estratègica, l'avaluació i el control dels resultats de la seva activitat. (Art. 103.2 Llei 40/2015, d'1 d'octubre)

## Règim jurídic
La Llei les situa a mig camí entre els Organismes autònoms i les societats estatals pures i simples i, els aplica un règim jurídic mixt. La diferència amb els organismes autònoms:
- Primer: l'Entitat Pública Empresarial pot generar ingressos que paguin la seva activitat (a més d'amb els derivats del seu patrimoni). Excepcionalment i quan la seva Llei de creació ho prevegi, podran finançar-se amb recursos procedents dels Pressupostos Generals de l'Estat o mitjançant transferències corrents que procedeixin de les Administracions o Entitats públiques.
- Segon: aquesta activitat “empresarial” es regeix pel Dret privat, solament el funcionament dels seus òrgans de govern i la presa de decisions es regeixen pel Dret administratiu comú, també aplicable quan exerceixen potestats administratives per al compliment de les seves finalitats (articles 53 i 42). Aquestes potestats administratives inclou les pròpies de les funcions de policia: activitats de delimitació, sancionatòria o arbitral sobre els ciutadans, en cas que siguin precises per al compliment de les seves finalitats i estiguin previstes en els seus estatuts (art 42). La Llei solament exclou la expropiatòria.

### Creació per Llei
D'acord amb l'article 61 de la LOFAGE, la seva creació es fa per Llei, la qual establirà el tipus d'Organisme, finalitats, Ministeri o Organisme d'adscripció, recursos econòmics, peculiaritats del seu règim de personal, de contractació, patrimonial, fiscal i qualssevol unes altres que exigeixin normes amb rang de Llei.

## Exemples
Entre les més de 60 entitats públiques empresarials de l'Administració General de l'Estat, cal destacar les següents:
- Entitat pública empresarial ENAIRE (ENAIRE)
- Administrador d'Infraestructures Ferroviàries (ADIF)
- Agència EFE (EFE)
- Centre per al Desenvolupament Tecnològic Industrial (CDTI)
- Fàbrica Nacional de Moneda i Timbre (FNMT)
- Loterías y Apuestas del Estado (LAE)
- Ports de l'Estat
- Radiotelevisió Espanyola (RTVE)
- Societat de Salvament i Seguretat Marítima (SASEMAR)
- Entitat Pública Empresarial de Sòl (SEPES)
- Societat Estatal de Participacions Industrials (SEPI)
- Institut de Crèdit Oficial (ICO)
- Institut Espanyol de Comerç Exterior (ICEX Espanya Exportació i Inversions)

## Figures anàlogues
Sent l'entitat pública empresarial una figura originària de l'Administració General de l'Estat, ha estat posteriorment introduïda en l'Administració autonòmica i local seguint estretament el model estatal.

### Entitat pública empresarial autonòmica
La regulació de les entitats públiques empresarials pertanyents a les comunitats autònomes correspon a la legislació autonòmica, emanada dels òrgans legislatius propis.
Serveixi d'exemple la regulació autonòmica realitzada per Cantàbria en la seva Llei 6/2002 de Règim Jurídic del Govern i de l'Administració de la Comunitat Autònoma de Cantàbria.

### Entitat pública empresarial local
Les entitats públiques empresarials dependents de l'Administració local troben la seva regulació en l'article 85 bis de la Llei Reguladora de les Bases del Règim Local (Llei 7/1985).
Aquest article remet en bloc a la regulació plantejada per a l'Administració General de l'Estat, assenyalant també una sèrie de particularitats pròpies de la versió local.